# Selnica
Pour les articles homonymes, voir Selnica (homonymie).
Selnica est un village et une municipalité située dans le comitat de Međimurje, en Croatie. Au recensement de 2001, la municipalité comptait 3 442 habitants, dont 91,57 % de Croates et le village seul comptait 1 106 habitants.

## Localités
La municipalité de Selnica compte 10 localités :
- Bukovec
- Donji Koncovčak
- Donji Zebanec
- Gornji Zebanec
- Merhatovec
- Plešivica
- Praporčan
- Selnica
- Zaveščak
- Zebanec Selo